# エイジアエンジニア
エイジアエンジニア (ASIAENGINEER) は、日本の4人組ヒップホップグループである。
1998年結成。2005年rhythm zoneよりメジャーデビュー。グループ名には「アジアに進出したい!」という勢いと「楽しいことを創りだす職人でいたい!」という2つの気持ちが込められている。
2012年3月24日のライブをもって活動休止に入った。
2020年1月1日、活動再開を宣言。

## メンバー
- YOPPY（よっぴー） MC（1978年5月18日 - ）O型　現在はアパレルブランド357clothingのデザイナーも務める。
- KZ（けーずぃー） MC（1979年3月29日 - ）O型　現在は某レコード会社のA&Rも務める。
- ZRO（じろー） MC（1978年5月26日 - ）A型　現在は社歌・応援歌会社専門レーベルJENERGY代表取締役も務める。
- SHUHEI（しゅうへー） MC、トラックメイカー（1978年6月19日 - ）O型　現在某総合エンタテインメント・スクールのインストラクターも務める。

## 沿革
1998年結成。ZRO、KZが発足。最初は当時のラップグループに多かった四文字熟語のラップ名にするか悩んだ。「不動猛者(ふどうもさ)」というグループ名か、当時大工をしていたKZにちなみ「エイジアエンジニア」とするかで、エイジアエンジニアになった。
当時のリーダーはZRO。三代続く医者の家系に生まれ、名付け親である祖父の佐武郎より医者になる事を期待されるが、数学が全く理解出来ず、虎の穴的に高校3年間を木更津の学生寮で自身の学力の可能性の限界を実感しながら過ごす。3つ上でイギリスのオックスフォードに留学経験もある兄の影響もありUKロックなどを愛聴。高校生活の中で変わり映えのしない毎日の心境を日記に綴ることが原点でその後、ラッパーに。
小中の音楽の成績は常に「もっと頑張りましょう」だったZRO。大学入学時にはKZがZROの地元である江戸川区の瑞江駅に移り住み、近所のクリーニング屋でアルバイトを始めたことで、大学まで片道3時間の道のりをサボり、足繁くKZのバイト先に通う。そこで毎日のようににラップを書き始めた。大工を辞めたKZが働いていたクリーニング屋は、ラルフローレンや、トミーフィルフィガーなど当時のBボーイファッションのパチモノを扱う一風変わった店だったが、当時の江戸川区でも珍しくクリーニング屋なのにレジで煙草が吸えるなど、極めてヒップホップ感漂う店だった。毎朝やってくるZROと世間話から始まり、それに飽きてくると不思議とラップを書き始める。その頃のリリックの内容は、当時最前線で活躍していた、ブッダ・ブランド、キングギドラ、ライムスター、マイクロフォン・ペイジャーなどの影響が大きい。当時のラッパーらしく、最初に書いた曲は歌謡曲に盾をつくものだった。
KZは昼間クリーニング屋で働き、終わると当時のKZの彼女が自ら働く瑞江のカラオケチェーン店で、社員割引を使い飲み食いやカラオケをさせてくれた。しかしながら、カラオケのレパートリーにも飽きてきくると、適当な曲をバックトラック代わりにかけ、オリジナルのラップを乗せてみるというのがデモ作りの原点となる。デモ曲が少しずつ出来始めた頃、たまたま駅前で出会った女の子が家にターンテーブルを持っているDJということで、その子の家で曲をレコーディングさせてもらう事になる。ターンテーブルをつないだラジカセで一発録りを行う。そのテープをダビングし、同じ中学校の同級生であったYOPPY、一個下の後輩JINSEIに聞かせたところ、「一緒にやりたい」となり、その場で4人組のエイジアエンジニアが誕生した。1998年4月、20歳前後のことである。
4人でのデモ制作を開始し、大学の同級生を通じてデモテープを配り始めるとすぐさまライブのオファーを受け、記念すべき初ライブはいきなり200人規模のクラブ、六本木R?HALLで行う。後に、shibuyaNUTS、club bar FAMILY、Club Asia、VUENOS、SIMOON、六本木CORE、二子玉川pink noiseなどでライブを行うようになる。
ライブと並行して勢力的にデモ制作を行っていたとある時、雑誌に掲載されていたタワーレコードのオーディションに参加してみることに。優勝すると横浜のLOGOSよりメジャーデビューのチャンスを貰えるというものだった。2,000本集まったデモテープのうち45組だけが出場できるというもので、これが始めて雑誌にエイジアエンジニアの名前が載るきっかけとなる。オーディションイベントの司会は当時「こっちおいで」のスマッシュヒットで勢いに乗っていたケツメイシの大蔵。オーディションの結果は惨敗で、審査員から郵送で送られてきたコメントは「もっと聞き取りやすく歌いましょう」だった（オーディションにはMiss Mondayもエントリーしていた）。それでも雑誌に名前が載る事で自信をつけ、デモ制作にますます力を注ぐようになるがここで災難が起こる。
メンバーのJINSEIがネフローゼ症候群という重い病気にかかり、入院してしまう。そこで残されたメンバー ZRO、KZ、YOPPYはお見舞いに1曲作っていくことにした。常に一緒にいたJINSEIは、グループの中でも「いじられキャラ」だったために、あまり「シリアスな頑張れ」は奴らしくないということで、ジャングル・ブラザーズ「VIP」の陽気なインストに合わせ、病名にかけた「ネムローゼ」いう曲を製作。下ネタなども盛り込んだ曲故に怒られるかと思いきや、そこでJINSEIがしんみりと病室の隅で曲を聴き涙する姿に「応援歌って良いのかも」と三人が実感するきっかけとなった。また、YOPPYの高校時代の親友であり、エイジアエンジニアのライブDJをしていたDJ MATSUがオーストラリアに留学することが決まった際にも、彼の渡航の餞別となる応援歌をプレゼントする。彼もまた地元飲み屋で聞いて号泣。「ポジティブな音楽の力でスマイルを作る」ことの無限の可能性を感じることとなる。DJ MATSUに代わりバックDJを務めたのは、のちにグループのライブDJ兼マネージャーとなるDJ taki06Rである。
JINSEIが無事退院すると、六本木COREのレギュラーイベントの誘いが来る。そこで当時バックトラックのセレクトを手伝っていたSHUHEIの家で練習をしようとメンバーで足を運ぶと、シャワーに入っていたSHUHEIが興奮しながら出てきた。人生を変えるメロディーを思いついたと。それがのちにデビュー曲になるヒーローのサビだった。
デビューの夜明け前
その日から急にメンバーとなったSHUHEIを交え5人体制となったエイジアエンジニア。SHUHEIは高校時代、既に歌うことやラップすることを始めており、当時「YOKOHAMA HIGH SCHOOL Hot Wave Festival」という横浜スタジアムで毎年行われていた観客数三万人規模のイベントに出場するなど、若くして作曲の才能を持ち合わせていた。SHUHEIの両親はサザンオールスターズを輩出した青山学院大学の二大軽音楽部（サザンがのいない方）で部長を父親が、副部長を母親がしており、幼少期より父のギター、母のピアノに合わせてピーター・ポール＆マリーのハモ部分を歌わせられる音楽一家であった。
SHUHEIの加入により、当時アナログレコードのインストに合わせてラップ作りをしたものに、メロディー、コード感とオリジナルのトラック制作がプラスされた。初期のトラック制作においての使用機材はAKAI MPCから始まりKORG TRITON。それぞれがお金を出し合って機材やマイクを購入して作曲をしていく。デモの曲数を増やしていく。次第にSHUHEIの大学同級生であるUと、田村（のちの株式会社インクス代表取締役）がトラックや、スタジオ面をサポート。「USB」というトラックチームを作り、結成から三年ほどたった時グループの作曲クオリティーは大手レコード会社が多く見に来るほどになっていた。
その当時はFUNKY MONKEY BABYS、SOUL’d OUT、HOME MADE家族、BENNIE K、SOFFet、SEAMOといったその後のポップなラップ文化を築いていくグループと対バン。ライバルがどんどんデビューして、またヒットしていく様を眺めていく。毎度毎度がチャンスと望むが、とうとう学生時代にメジャーへの切符は手に出来なかった。
ZROが大学を卒業して就職、大学時代に大手出版社でライターのアルバイトしており、編集部の人間が人事にいた関係上、卒業後は出版社で漫画関係の仕事に就くと思っていたが、入社試験の筆記であっけなく落とされる。焦る頃にはほとんどの会社が採用を締め切り。とりあえず就職しなければと新橋の不動産屋に入る。不動産屋は今でいう完全なブラック企業で、朝は8時から夜は24時まで。売り上げ未達だと土曜日も出勤と珍しいくらいの真っ黒な会社で、社員全員にGPSがつけられ少しでも休むとすぐにバレる会社であった。ZROが全く身動き出来なくなるが、大事なイベントが金曜日の夕方帯であればスーツを着てライブ会場に現れ、そこでメンバーと合流。ライブを終え会社に戻り「宇田川町のビルのお客さんと話をしましたが、まだだいぶ先の話ですね」などGPSをアリバイにした嘘の言い訳をしていた。
その一方で「音楽で生きていく!!」、「メジャーデビューをする!!」という夢を掲げフリーターを続けていたYOPPY、KZ、SHUHEIが結束し代登。YOPPYがグループのホームページを作成、デモCD-Rを1,000枚焼き、渋谷や原宿界隈で配るなど必死にデビューに向けての動きを取っていた。
ZROは半ば諦め、みんながいつ音楽をやめるんだろうと思いながら仕方なくついていく、しかしとうとう対峙する時が来る。「今度こそ本当にデビュー出来そうだから会社を辞めてくれ」、そうメンバーから言われる。2000年代初期は超就職氷河期であった。「今仕事を辞めたらかなりまずい事になるのでは？」と考えていたが、DJ taki06Rから「ここで辞めなければお前と絶交し一生見下す」と言われ、ここまで自分が必要とされる事は今の会社ではないな。あと本当に気まずいのもやだしなぁ。そう考えてZROは会社に辞表を出す。うだつのあがらない新入社員が「来年メジャーデビューするんで」、という嘘にしか聞こえない辞表の提出であった。
デビュー後の活動
それから半年後、グループ結成から約6年間の下積みを経て2005年2月、エイベックス rhythm zoneよりメジャーデビューが決定。決め手となったのは同レーベル所属アーティストであったm-floを売った関佳裕、オダシュンゴがライブを観に来たことであった。二子玉川pink noiseで行われたライブを観て「明日にでも契約しよう」と伝えられる。夢の切符を本当に手にしたメンバー。製品となる最初のCDの制作を始める。はじめての製品版CDの制作を終え、当時よくライブを行っていたVUENOSでリーダーYOPPY（いつの間にかリーダーはZROからYOPPYへ交代していた）が乾杯の音頭を取り涙を流した。全ての苦労が報われ、夢は叶うと言い続けて実現させた瞬間であった。
メジャーデビュー前にリリースしたインディーズミニアルバム『Groovin’ Group』はHMV渋谷インディーズチャートのラップ部門年間一位を獲得。メジャーデビューをきっかけにサウンドプロデューサーとしてケツメイシのサウンドプロデュースを手掛けていたYANAGIMANが加わる。
ルーキー時には「SUPER DRY B-JAM」にレーベル推薦の有望新人アーティストの1組としてエントリーし、木村カエラ、スムルースなどを破り、その後代々木第一体育館で行われたジャミロクワイ、アシャンティ、DREAMS COME TRUE出演の「MTV THE SUPER DRY LIVE」での前座ライブの権利を獲得する。活動の幅は通常のラップグループよりもリベラルで、『アンパンマン』の作者である やなせたかし、倉本美津留、朝青龍、はるな愛とコラボしたコカコーラ社ファンタモミモミフローズンCM「Momi Momi fantastic feat.はるな愛」やTUBEにフューチリングした「恋してムーチョfeat.エイジアエン エンジニア」など幅広く活動。TUBEとは横浜スタジアム、甲子園球場でのライブのアンコールのフィーチャリングでも参加した。
2008年の北京五輪の際、丸大食品 頑張れニッポン応援CMにて「絶対負けない!」が起用される。キャンペーンにて応援した日本女子ソフトボールチーム、谷亮子、ジャケットに登場したアニマル浜口の娘の浜口京子選手が全てメダルを獲得。絶対負けない伝説としてメディアを沸かせる。
2012年3月 活動休止を発表。ラストライブは赤坂BLITZ。集まった1,500名のファンに惜しまれながらも活動休止前の最後のワンマンライブを行う。
2019年12月31日　日本の女子シュートボクサーであり総合格闘家の RENA選手（レーナ、1991年6月29日 - ）の応援のため、RIZIN.20にて一夜限りの復活を果たし2万2千人が見守る中「絶対負けない!」を歌唱。RENAは前回敗北したリンジー・ヴァンザントに雪辱を果たす。

## ディスコグラフィー

### シングル
|      | 発売日         | タイトル                                      | 規格品番                                      | 収録曲 | 備考                           |
| ---- | -------------- | --------------------------------------------- | --------------------------------------------- | --- | ------------------------------ |
| 1st  | 2005年2月16日  | スーパーヒーロー/上のほうへ                   | RZCD-45177                                    | 1. スーパーヒーロー 2. 上のほうへ 3. Where shall we meet? 4. スーパーヒーロー (instrumental) 5. 上のほうへ (instrumental) 6. Where shall we meet? (instrumental) | オリコン最高28位、登場回数15回 |
| 2nd  | 2005年5月11日  | Oh! Deluxe Maxi                               | RZCD-45198                                    | 1. Deluxe Encounter 2. Oh! Wonderful Life 3. 言葉のハイウェイ DX 4. Grooving Loop 5. Deluxe Encounter (デラックス・カラオケバージョン) 6. Oh! Wonderful Life (ワンダフル・カラオケバージョン) 7. Grooving Loop (レディーメイド・ウィークエンド・インストルメンタル) | オリコン最高20位、登場回数6回  |
| 3rd  | 2005年7月27日  | エターナルポーズ                              | RZCD-45220:通常盤 RZCD-45222:10,000枚限定生産 | 通常盤 1. エターナルポーズ 2. もてる 3. CMスーパーラジオショッピング 4. SHAPE UP! 5. エイジアエンジニア スーパーラジオショー 6. エターナルポーズ (カラオケ) 7. もてる (カラオケ) 8. SHAPE UP! (カラオケ) 10,000枚限定生産(ワンコイン) 1. エターナルポーズ 2. エイジアエンジニア スーパーラジオショー ONE PIECEスペシャル 3. エターナルポーズ (カラオケ)                                                           | オリコン最高17位、登場回数8回  |
| 4th  | 2005年9月7日   | Mo' Oneパンチ                                 | RZCD-45266B                                   | 1. Mo' Oneパンチ 2. Mo' Oneパンチ (カラオケ) 3. おまけ せんとうシーン | オリコン最高66位               |
| 5th  | 2006年4月5日   | 自由に歩いて愛して                            | RZCD-45365B:CD+DVD RZCD-45366:CD              | 1. 自由に歩いて愛して 2. TOKYO 7 3. 自由に歩いて愛して(Instrumental) 4. TOKYO 7(Istrumental) DVD 1. AE LIVE Graphics | オリコン最高74位               |
| 6th  | 2006年11月29日 | 一人のメリークリスマス                        | RZCD-45458                                    | 1. 一人のメリークリスマス 2. addiction 3. 江戸リバーヴ 4. 一人のメリークリスマス (Instrumental) 5. addiction (Instrumental) 6. 江戸リバーヴ (Instrumental) (エンハンスド)『ヨッTV!ロングバージョン』 | オリコン最高26位、登場回数8回  |
| 7th  | 2007年4月4日   | 君は君のままで                                | RZCD-45542                                    | 1. 君は君のままで 2. ウレイヨ 3. HUMAN NATURE 4. 君は君のままで（Instrumental） 5. ウレイヨ（Instrumental） 6. HUMAN NATURE（Instrumental） | オリコン最高33位、登場回数6回  |
| 8th  | 2007年6月27日  | ハレモヨウ 2007/海                            | RZCD-45584                                    | 1. ハレモヨウ 2007 2. 海 3. 抜け出せ! 4. ハレモヨウ~Dub of Joy Remix~ 5. あぁ 素晴ら四季 Single Mixes(ボーナストラック) 6. ハレモヨウ 2007(Instrumental) 7. 海(Instrumental) 8. 抜け出せ!(Instrumental) 9. ハレモヨウ~Dub of Joy Remix~(Instrumental) | オリコン最高60位、登場回数3回  |
| 9th  | 2007年11月28日 | Orion                                         | RZCD-45733                                    | 1. Orion 2. ONE LOVE 3. Tokyo Boogie Woogie AE357×524 Version 4. 一人のメリークリスマス Remix by e-mura(RUB-A-DUB MARKET) 5. Orion(Instrumental) 6. ONE LOVE(Instrumental) 7. Tokyo Boogie Woogie AE357×524 Version(Instrumental) 8. 一人のメリークリスマス Remix by e-mura(RUB-A-DUB MARKET)(Instrumental) | オリコン最高40位、登場回数8回  |
| 10th | 2008年4月30日  | HAPPY                                         | RZCD-45878B:CD+DVD RZCD-45879:CD              | 1. HAPPY 2. 気楽に。 3. 暗がりじゃNight 4. Have a good fight 5. HAPPY (Instrumental) 6. 気楽に。 (Instrumental) 7. 暗がりじゃNight (Instrumental) 8. Have a good fight (Instrumental) DVD 1. HAPPY (Music Video) 2. おまけ ヨッPV!!『HAPPY』編 | オリコン最高54位               |
| 11th | 2008年8月6日   | 絶対負けない!                                 | RZCD-45956B:CD+DVD RZCD-45957:CD              | 1. 絶対負けない! 2. 新しい自分に会うため 3. 僕らの声 4. 絶対負けない! (Instrumental) 5. 新しい自分に会うため (Instrumental) 6. 僕らの声 (Instrumental) DVD 1. 『絶対負けない!』Music Video & TV CM 2. ヨッPV!!『気楽に。』編 3. ヨッTV!!『絶対負けない!PVプチメイキング』編 | オリコン最高71位               |
| 12th | 2009年6月17日  | 犬のうた〜ありがとう〜/僕にできることのすべて | RZCD-46219:CD+DVD RZCD-46220:CD               | 1. Intro 2. 犬のうた~ありがとう~ 3. 僕にできる事のすべて 4. 犬のうた~ありがとう~ (Instrumental) 5. 僕にできる事のすべて (Instrumental) DVD 1. 犬のうた~ありがとう~ (Music Video) 2. 僕にできる事のすべて (Music Video) | オリコン最高39位、登場回数回   |
| 13th | 2009年8月19日  | MOMI MOMI Fantastic feat. はるな愛            | RZCD-46309B:CD+DVD RZCD-46310:CD              | 1. MOMI MOMI Fantastic feat.はるな愛 2. MOMI MOMI Fantastic feat.はるな愛＜readymade モミモmix＞ 3. Boom Boon Brain 4. MOMI MOMI Fantastic feat.はるな愛 (Instrumental) 5. MOMI MOMI Fantastic feat.はるな愛＜readymade モミモmix＞ (Instrumental) 6. Boom Boon Brain (Instrumental) DVD 1. MOMI MOMI Fantastic feat.はるな愛 (Music Video) 2. MOMI MOMI Fantastic feat.はるな愛 (モミモミダンス・レクチャー映像) | オリコン最高93位               |

### 配信限定シングル
| 2011年12月28日 | いのり | ミュゥモのみの配信販売。テレビ東京系アニメ『たまごっち!』第6期エンディングテーマ 東日本大震災の影響から制作された曲で、この曲が活動休止前最後の曲となった。また、たまごっち!のおもちゃ『キラキラメロディバイオリン』にはこの曲が収録され、 実際にYOPPYがキラキラメロディバイオリンを用いて演奏する映像がアップロードされた。 |

### オリジナルアルバム
|                       | 発売日         | タイトル                               | 規格品番                                            | 収録曲 | 備考                            |
| --------------------- | -------------- | -------------------------------------- | --------------------------------------------------- | --- | ------------------------------- |
| インディーズ          | 2004年12月22日 | Groovin' Group                         | DLCR-04122                                          | 1. OPENING 2. HERO 3. Grooving Loop 4. Happening 5. LIKE MUSIC 6. ENDING | オリコン最高130位、登場回数11回 |
| 1st                   | 2005年9月28日  | ぜひっ!!                               | RZCD-45247:初回限定特別価格盤 RZCD-45248:通常価格盤 | 1. Deluxe Encounter 2. 上のほうへ 3. Going AE号 4. スーパーヒーロー 5. Mo’Oneパンチ 6. Funky Birthday 7. 大きな声 8. LIKE MUSIC 9. クラシック新橋 10. Oh! Wonderful Life 11. フリーターストーリー 12. エターナルポーズ 13. クラッシュ新橋 <トンガリニポポの「MOSTウザMIX」> (BONUS TRACK) | オリコン最高20位、登場回数8回   |
| ミニ                  | 2006年7月19日  | 純夏 〜Jun-natsu〜                     | RZCD-45408B                                         | 1. 純夏 ~Jun-natsu~ 2. WORD ART with HALFBY 3. ハレモヨウ 4. Like Water with DJ SPINNA 5. よっこら 6. PROJECT AE with sugiurumn 7. Sunday 8. 連係プレイ 9. TOKYO 7 “LOS KALIBRES レゲトンリミックス” 10. 純夏 ~Jun-natsu~ DVD 1. “TOKYO 7” Directed by Hiroki Wakai (P.I.C.S.) 2. “Grooving Loop” Directed by POWER GRAPHIXX 3. “スーパーヒーロー” Directed by POWER GRAPHIXX 4. “上のほうへ” Directed by easeback 5. “Going AE号” Directed by POWER GRAPHIXX 6. “大きな声” Directed by easeback 7. “クラシック新橋” Directed by POWER GRAPHIXX 8. <おまけ> ヨッTV!! 「2006年春」編 & 「純夏PV」編 | オリコン最高33位、登場回数9回   |
| 2nd                   | 2007年7月11日  | あぁ 素晴ら四季 日々                   | RZCD-45595B:CD+DVD RZCD-45596:CD                    | 1. ハレモヨウ 2007 2. 君は君のままで 3. The Happiest Day of Life 4. BIKINI 5. 海 6. 自由に歩いて愛して 7. あぁ 素晴らしきCM 8. サクラ 9. 純夏~Jun-natsu~ 10. Who is No.1 entertainer? 11. TOKYO7 12. 二度寝のワルツ 13. JOURNEY 14. 東京24時 15. 一人のメリークリスマス DVD『AEクリップ・ベスト』 1. スーパーヒーロー 2. Deluxe Encounter 3. Oh!Wonderful Life 4. エターナルポーズ 5. Mo’ Oneパンチ 6. 自由に歩いて愛して 7. 純夏~Jun-natsu~ 8. 一人のメリークリスマス 9. 君は君のままで 10. ハレモヨウ 2007 | オリコン最高14位、登場回数7回   |
| リミックス+ライブ映像 | 2008年2月27日  | Remix & Live                           | RZCD-45814B                                         | 1. HOT to the COOL DOWN!! 2. Orion<エイジア&U.S.Bセルフ Remix> 3. Oh!Wonderful Life<エイジア&U.S.Bセルフ Remix> 4. ハレモヨウ 5. LIKE MUSIC 6. 純夏<エイジア&U.S.Bよさこい Remix> 7. Grooving Loop 8. TOKYO 7 9. 自由に歩いて愛して 10. 一人のメリークリスマス 11. BIKINI 12. ウレイヨ 13. スーパーヒーロー<エイジアセルフアコースティックVer.> DVD 1. ハレモヨウ2007(フルサイズ) 2. 上のほうへ 3. 自由に歩いて愛して 4. 江戸リバーヴ 5. 連係プレイ 6. addiction 7. The Happiest Day of Life 8. 海 9. 純夏(フルサイズ) 10. Orion(フルサイズ) 11. ドラマ(フルサイズ) 12. サクラ 13. 東京24時 14. BIKINI 15. PROJECT AE 16. TOKYO 7 17. JOURNEY 18. 君は君のままで(フルサイズ) 19. スーパーヒーロー 20. 一人のメリークリスマス(フルサイズ) 21. 大きな声(フルサイズ) 22. 計68分凝縮の実録ライブ映像!!オフショット満載!                                                                                             | オリコン最高88位                |
| 3rd                   | 2008年12月10日 | Our time is coming                     | RZCD-46064B:CD+DVD RZCD-46065:CD                    | 1. 何も言えずに ~最後の告白~ 2. 花 ~It’s gonna be bright~ 3. My Time is Coming!!! 4. 噂の妄想マガジン 5. 絶対負けない! 6. Sweet Sunshine feat.Tiara 7. It’s my way... It’s my style! 8. Tokyo Boogie Woogie (AE357×524 Version) 9. HOT to the COOL DOWN!! 10. 気楽に。 11. HAPPY 12. Orion 13. ONE LOVE 14. 一人のメリークリスマス 2008 (Special Bonus Track) DVD 1. Orion (Music Video) 2. HAPPY (Music Video) 3. 絶対負けない! (Music Video) 4. 何も言えずに ~最後の告白~ (Music Video) 5. ヨッTV!! 『三大弁財天巡り』編 | オリコン最高60位、登場回数4回   |
| ベスト                | 2009年3月25日  | シングル大全集 〜THE BEST OF AE〜      | RZCD-46150B:CD+DVD RZCD-46151:CD                    | 1. スーパーヒーロー 2. 上のほうへ 3. Deluxe Encounter 4. エターナルポーズ 5. Mo’Oneパンチ 6. 自由に歩いて愛して 7. 純夏~Jun-natsu~ 8. 一人のメリークリスマス 9. 君は君のままで 10. ハレモヨウ2007 11. Orion 12. HAPPY 13. 絶対負けない! 14. 何も言えずに~最後の告白~ DVD 1. Non-Stop Mega Mix Video of all single~Slow Tunes~ 2. Non-Stop Mega Mix Video of all single~Up Tunes~ 3. HERO 4. LIKE MUSIC | オリコン最高120位、登場回数3回  |
| 4th                   | 2009年12月9日  | FANTASTIC 4                            | RZCD-46404B:CD+DVD RZCD-46405:CD                    | 1. We are the AEF4 2. 楽勝 ~タノシンダモンガチ~ 3. Don’t worry baby happy 4. MOMI MOMI Fantastic feat.はるな愛 5. Re:逢いたい feat.Tiara 6. 犬のうた ~ありがとう~ 7. みんなのうた 8. ピーカンモチベーション 9. 僕にできる事のすべて 10. BYE! THIS YEAR!! HI! NEW YEAR!! 11. 愛Photo 12. 終わりよければ全てよし DVD 1. 犬のうた ~ありがとう~ (MUSIC VIDEO) 2. 僕にできる事のすべて (MUSIC VIDEO) 3. MOMI MOMI Fantastic feat.はるな愛 (MUSIC VIDEO) 4. Orion (THE BEST ENTERTAINER SHOW ’09 ~勝手に授賞式~ LIVE MOVIE) 5. Sunday (THE BEST ENTERTAINER SHOW ’09 ~勝手に授賞式~ LIVE MOVIE) 6. スーパーヒーロー (THE BEST ENTERTAINER SHOW ’09 ~勝手に授賞式~ LIVE MOVIE) 7. MOMI MOMI Fantastic feat.はるな愛 (THE BEST ENTERTAINER SHOW ’09 ~勝手に授賞式~ LIVE MOVIE) 8. ヨッPV!!「MOMI MOMI Fantastic」編 | オリコン最高67位                |
| 5th                   | 2011年7月13日  | あいかわらず 愛かわらず                | RZCD-46855B:CD+DVD RZCD-46856:CD                    | 1. START 2. REASON 3. Summer Day’s NEET 4. 世界で一番素敵な人 5. Runner 6. 傘 7. 春夜風 8. マンモス 9. 純夏 ~青春編~ 10. また逢えるさ DVD 1. 純夏 ~青春編~ 【Music Video】 2. Runner 【Music Video】 3. 世界で一番素敵な人 【Music Video】 4. スーパーヒーロー 【Music Video Selection】 5. 純夏 ~Jun-natsu~ 【Music Video Selection】 6. 「Runner』編 【ヨッPV!!】 7. 「また逢えるさ』編 【ヨッPV!!】 8. 純夏 ~青春編~ (Music Videoメイキング編) 【ヨッTV!!】 | オリコン最高105位               |
| ライブ                | 2012年11月28日 | The Last Live "Positive & Smile 4ever" | RZCD-59193B                                         | CD ハレモヨウ 2007 1. Don’t worry baby happy 2. 花 ~It’s gonna be bright~ 3. addiction 4. スーパーヒーロー 5. Sunday 6. PROJECT AE with sugiurumn 7. 言葉のハイウェイ DX 8. 愛Photo 9. 君は君のままで 10. エターナルポーズ 11. HAPPY 12. Orion 13. いのり [ボーナストラック] DVD ディスク1 1. クラシック新橋 2. PROJECT AE with sugiurumn 3. 絶対負けない! 4. Runner 5. My Time is Coming!!! 6. MOMI MOMI Fantastic feat.はるな愛 7. LIKE MUSIC 8. JOURNEY 9. 純夏 ~Jun-natsu~ 10. 大きな声 11. Don’t worry baby happy 12. 花 ~It’s gonna be bright~ 13. HOT to the COOL DOWN!! 14. 連係プレイ 15. TOKYO 7 DVD ディスク2 1. 犬のうた ~ありがとう~ 2. 君は君のままで 3. Re:逢いたい feat.Tiara 4. Orion 5. REASON 6. 傘 7. ハレモヨウ 2007 8. エターナルポーズ 9. HAPPY 10. 言葉のハイウェイ DX 11. Grooving Loop (READYMADE WEEKEND MIX ’05) 12. addiction 13. 上のほうへ 14. また逢えるさ 15. スーパーヒーロー | オリコン最高157位               |

### アナログ盤
| 1st | 2005年6月1日 | Oh! Deluxe Vinyl |

### その他
- ステューパ 「MAZZ★COMMUNICATION feat. SHUHEI from エイジアエンジニア」 2006年1月18日
- STARZ presented by rhythm zone 2006年2月1日
14. Mo' Oneパンチ/エイジアエンジニア
- WE・WE (WE LOVE Winning Eleven) 2006年6月14日
13. 連係プレイ / エイジアエンジニア
- DJ SHIBUCHIN presents...SHIBUCHIN SUMMIT 2006年7月26日
01. LOVE SONG feat. エイジアエンジニア
- 「地球（あなた）へ」 / THE EARTH BEATS（KOUSAKU / chourus: NANA MIZUKI(水樹奈々) / エイジアエンジニア / eyes / ZOOCO / 根本美緒 / 大林素子 / Marugomi Kids） 2008年9月24日
「湾岸まるごとゴミ拾い～100年たっても地球（あなた）となかよし～」サポートソング

## ミュージックビデオ
| 監督            | 曲名 |
| easeback        | 「HERO」 |
| 井上卓          | 「Oh! Wonderful Life」 |
| 上原桂          | 「HAPPY」「ハレモヨウ 2007」「純夏〜jun-natsu〜」 |
| 上原桂 & 志賀匠 | 「自由に歩いて愛して」 |
| 内野政明        | 「Deluxe Encounter」 |
| 須藤カンジ      | 「Mo'One パンチ」「エターナルポーズ」 |
| 須永秀明        | 「君は君のままで」 |
| スミススミス    | 「僕にできる事のすべて」 |
| 高城明久        | 「スーパーヒーロー」 |
| 竹久正記        | 「一人のメリークリスマス」 |
| 平野康祐        | 「Orion」「何も言えずに 〜最後の告白〜」 |
| 不明            | 「BIKINI」「MOMI MOMI Fantastic feat.はるな愛」「Re:逢いたい feat. Tiara」「Runner」「犬のうた〜ありがとう〜」「純夏〜青春編〜」「世界で一番素敵な人」 |

## 出演
ラジオ
- おしゃべりオシャレディオ（bayfm 毎週水曜日25:00 - 25:23）

テレビ
- ONE PIECE 第243話「仮面を取ったCP9! その驚きの素顔」（2005年9月4日、フジテレビ） - ガレーラカンパニー社員 役
- エリアス ちいさなレスキューせん 第15回「コージーわんうたがっせん」（2010年1月16日、BS日テレ） -　ゲスト

### Web
- エイジア エンジニア モッテコ書店 （2008年1月25日）

## 主な出演イベント
- 2005年
  - 5月28日 - MTV THE SUPER DRY LIVE 2005
  - 8月06日・20日・27日 - a-nation 2005
- 2006年12月16日・17日 - Rhythm Nation 2006
- 2007年08月18日・25日 - a-nation 2007
- 2008年
  - 8月17日・23日・30日 - a-nation 2008
  - 10月11日 - Game Music Tokyo gameshow 2008
- 2009年08月06日 - 2009 神宮外苑花火大会
- 2011年08月27日 - 音霊 OTODAMA SEA STUDIO 2011「夏祭り 2011'～最終日前日!～」